# پنجه‌برگ پنسیلوانیایی
پنجه برگ پنسیلوانیایی (نام علمی: Potentilla pensylvanica) نام یک گونه از سرده پنجه برگ است.